# Johannes Breckenheimer

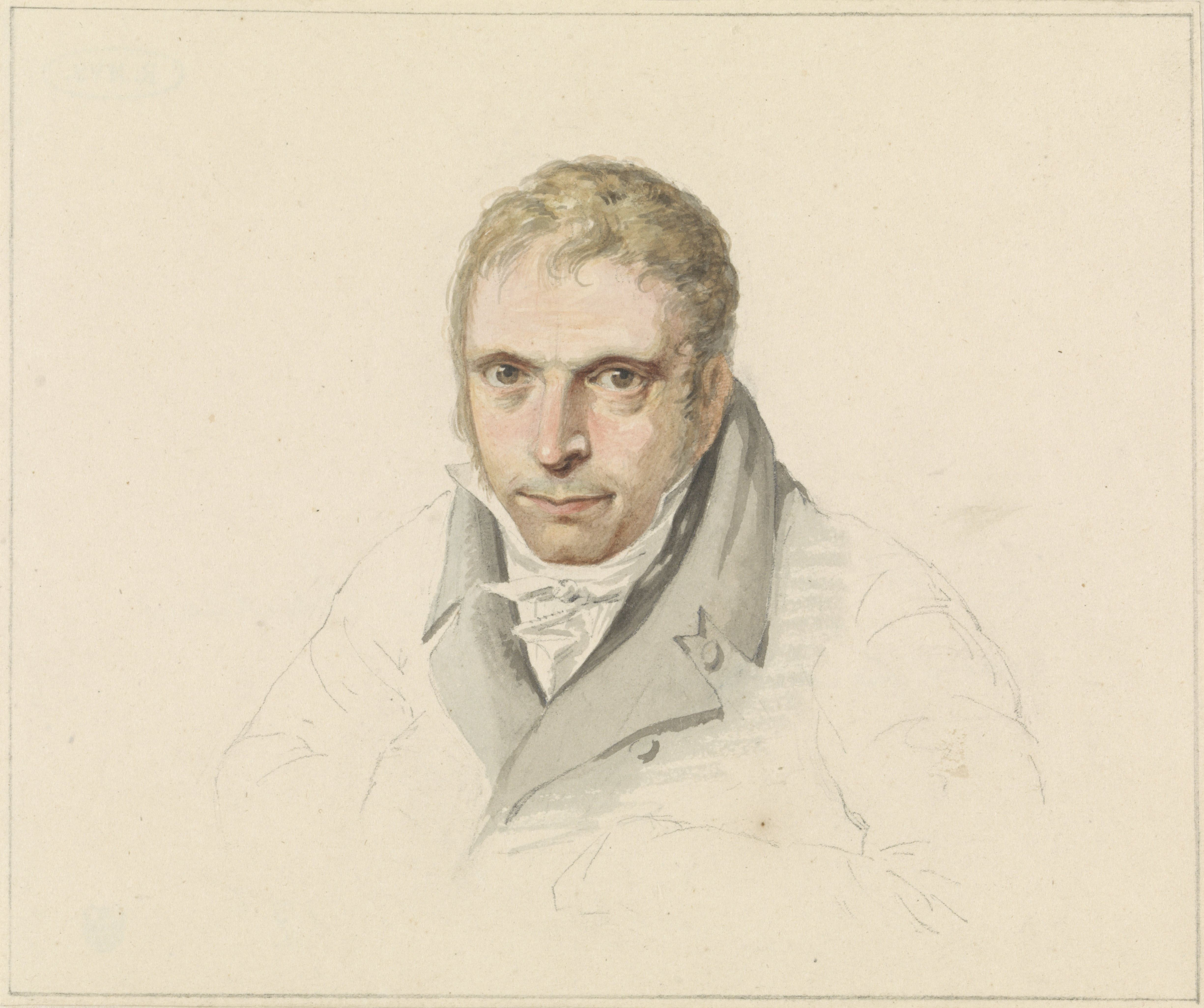
Johannes Henricus Breckenheimer, 1783, aquarellierte Porträtzeichnung von Louis Moritz (1773–1850), Rijksmuseum Amsterdam

Johannes Henricus Breckenheimer, auch Breckenheijmer (* 1741 in Münster, Hochstift Münster; † 21. März 1805 in Den Haag, Batavische Republik), war ein deutsch-niederländischer Maler.

## Leben
Breckenheimer kam 1767 nach Den Haag, wo er als Dekorations- und Theatermaler wirkte und am 15. September 1773 das Bürgerrecht erhielt. In den 1790er Jahren arbeitete er auf der Slangenburg bei Doetinchem. Am 20. Oktober 1796 schrieb er sich in der Den Haager Malergilde Confrerie Pictura ein. Er war der Vater der Dekorationsmaler Joannes Henricus Albertus Antonius Breckenheijmer (1772–1856) und Gerardus Josphus Breckenheijmer (* 1775). 